# Søgne
Søgne é uma antiga comuna da Noruega, com 148 km² de área e 9 426 habitantes (censo de 2004). Seu centro é conhecido por Tangvall, onde se encontra o comércio e a sede do time de futebol amador local. O porto é conhecido como Høllen, e mais ao oeste localiza-se o centro industrial da comuna, Høllen Vest.